# Синклер, Джон, 11-й граф Кейтнесс
Джон Синклер, 11-й граф Кейтнесс (англ. John Sinclair, 11th Earl of Caithness; 1756 — 8 апреля 1789) — шотландский дворянин и глава клана Синклер (1779—1789).

## Биография
Старший сын Уильяма Синклера, 10-го графа Кейтнесса (1727—1779), и Барбары Синклер (? — 1793), дочери Джона Синклера из Скотскалдера.
Джон Синклер поступил на службу в британскую армию в чине прапорщика 17-го пехотного полка в сентябре 1772 года . В декабре 1777 года он стал майором 76-го пехотного полка. Некоторое время он служил в Северной Америке, где был ранен в пах мушкетной пулей во время разведки с сэром Генри Клинтоном при осаде Чарлстона (1780) .
29 ноября 1779 года после смерти своего отца Джон Синклер унаследовал титул 11-го графа Кейтнесса (Пэрство Шотландии). В феврале 1783 года он носил звание подполковника 76-го пехотного полка .
Джон Синклер внезапно скончался в 1789 году в Лондоне на 33-м году жизни. Он покончил жизнь самоубийством, застрелившись, и был похоронен в приходской церкви Св. Марилебона, Вестминстер, Лондон.
После смерти в 1789 году Джона Синклера, 11-го графа Кейтнесса, пресеклась прямая линия Синклеров из Гринланда и Раттара. Ветвь Синклеров из Фресвика, которая произошла от Уильяма Синклера из Раттара (? — 1663), была единственной оставшейся боковой ветвью Синклеров из Гринланда и Раттара, и если бы Джон Синклер из Фресвика пережил Джона Синклера, 11-го графа, он бы унаследовал графский титул. Однако Джон Синклер из Фресвика умер в 1784 году, и графский титул перешел к сэру Джеймсу Синклеру из Мэя, который был прямым потомком Джорджа Синклера, 4-го графа Кейтнесса.